# Friedrichstadt (Düsseldorf)
Friedrichstadt, Düsseldorf-Friedrichstadt — dzielnica miasta Düsseldorf w Niemczech, w okręgu administracyjnym 3, w kraju związkowym Nadrenia Północna-Westfalia, w rejencji Düsseldorf.  